# Арбо, Петер Николай
Петер Николай Арбо (норв. Peter Nicolai Arbo; 18 июня 1831, Скогер — 14 октября 1892, Кристиания, Норвегия) — норвежский художник, представитель Дюссельдорфской художественной школы.

## Биография
Петер Николай Арбо вырос в усадьбе Гюльскоген в Гульскогене, город в Драммене, Норвегия. В 1851—1852 гг. учился в Копенгагене, затем в Дюссельдорфской академии художеств у Карла Фердинанда Зона (1853—1855). В 1863—1871 гг. жил и работал в Париже, затем вернулся в Норвегию.
Среди наиболее известных картин Арбо — «Дикая охота» (норв. Åsgårdsreien, 1872, по мотивам скандинавского мифа; находится в Национальной галерее, Осло) и «Валькирия» (норв. Valkyrien), существующая в двух версиях. Первая картина «Валькирия» была написана в 1864 (либо в 1865) году в Париже. Впервые выставлена в 1866 году в Стокгольме и была куплена шведским королём Карлом XV. Сейчас находится в Национальном музее (Стокгольм). Другая картина создана в 1869 году и находится в Национальной галерее (Осло). Многие работы Арбо написаны в качестве иллюстраций к книгам по норвежской истории и мифологии.
«Дикую охоту» использовала для обложки альбома Blood Fire Death 1988 года шведская группа Bathory, а в 2012 году в качестве обложки для альбома Burzum Umskiptar была использована картина «Нотт».

## Галерея

Картины Петера Николая Арбо
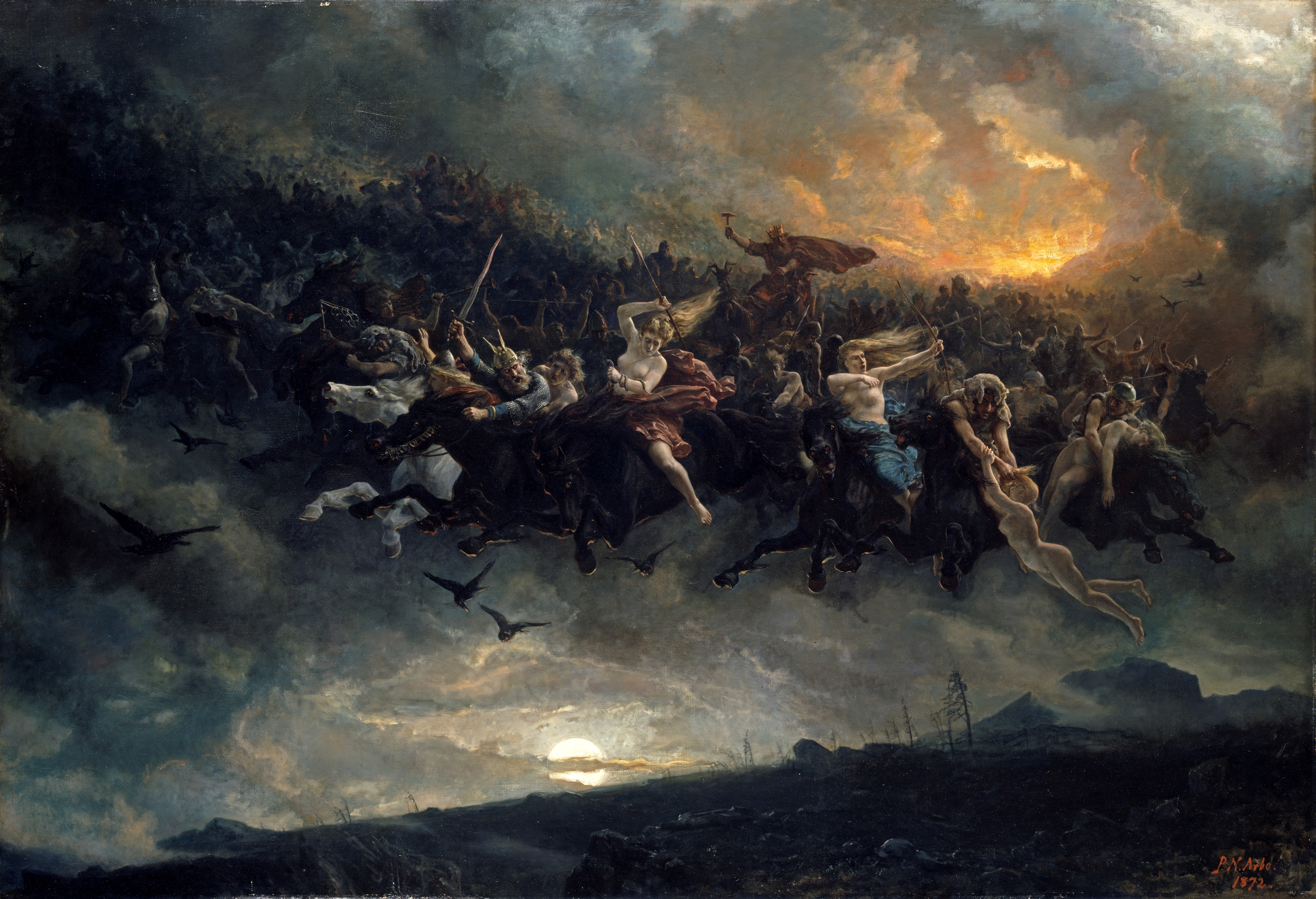
Дикая охота, 1872
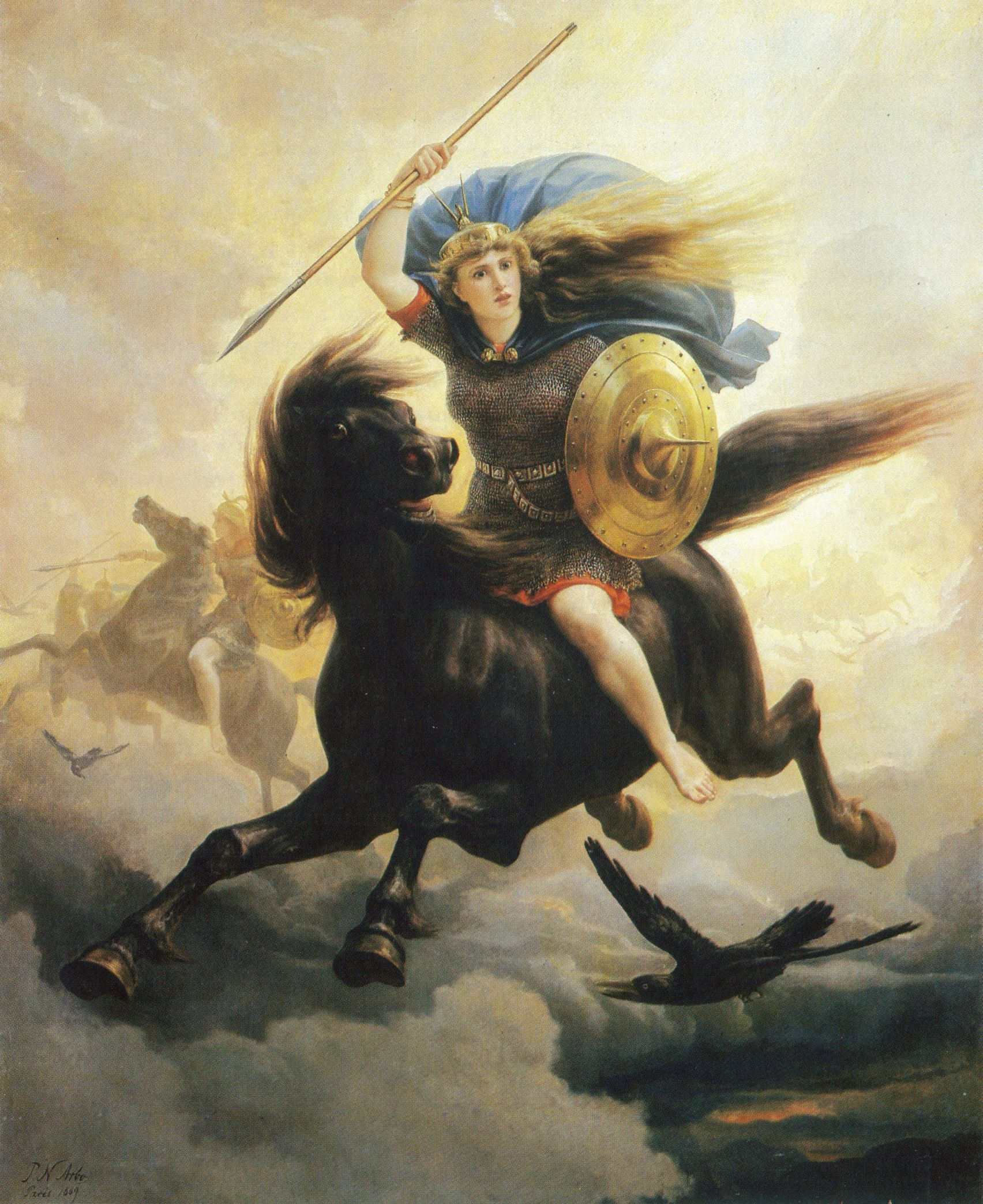
Валькирия, 1864
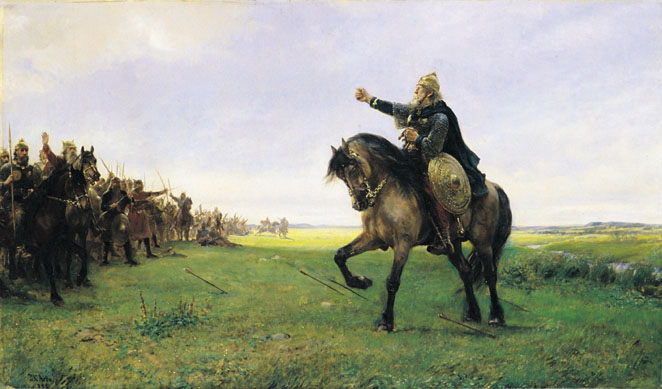
Gizur[англ.] вызывает гуннов, 1886
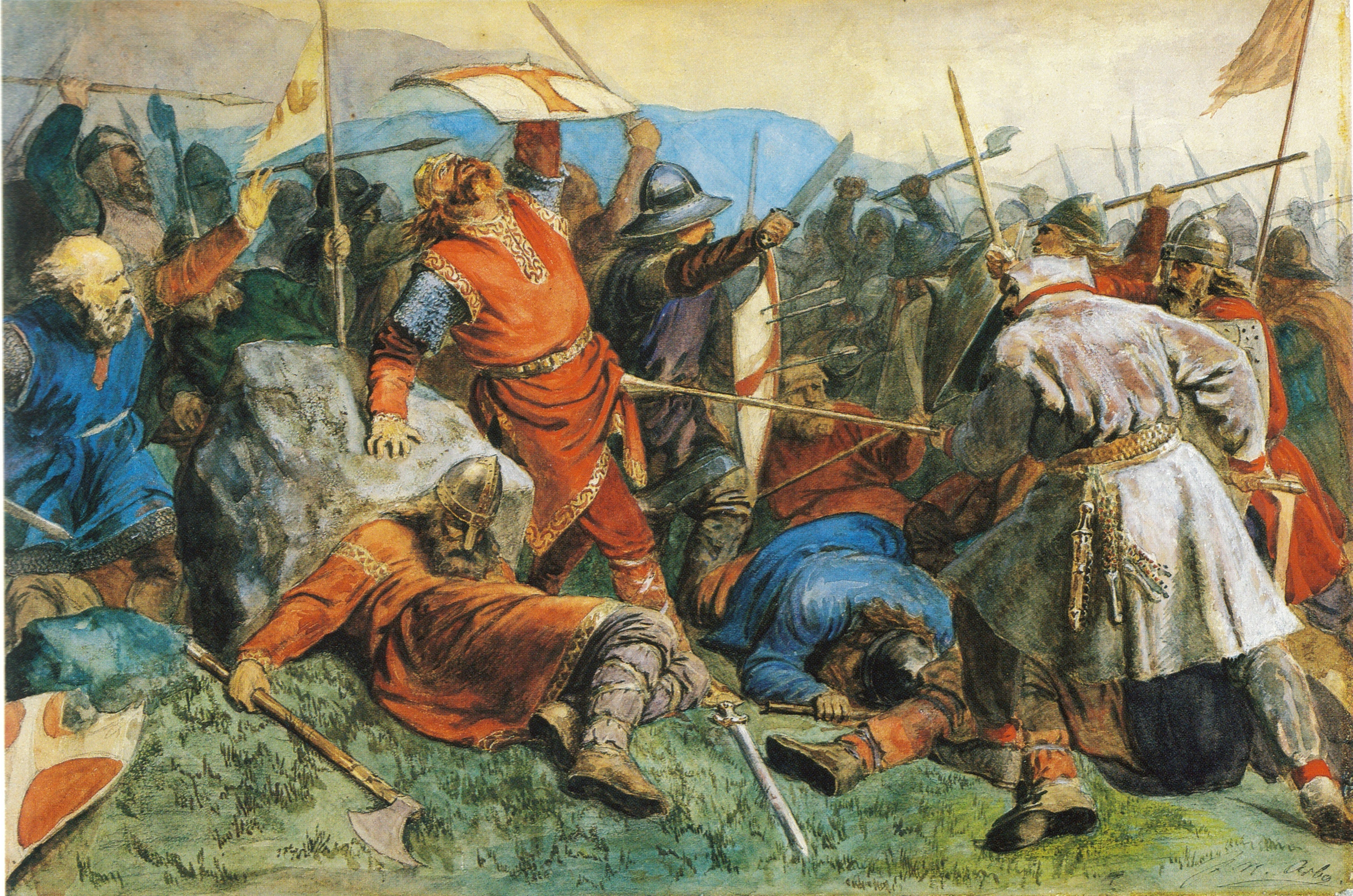
Смерть святого Олава в битве при Стиклестаде, 1859
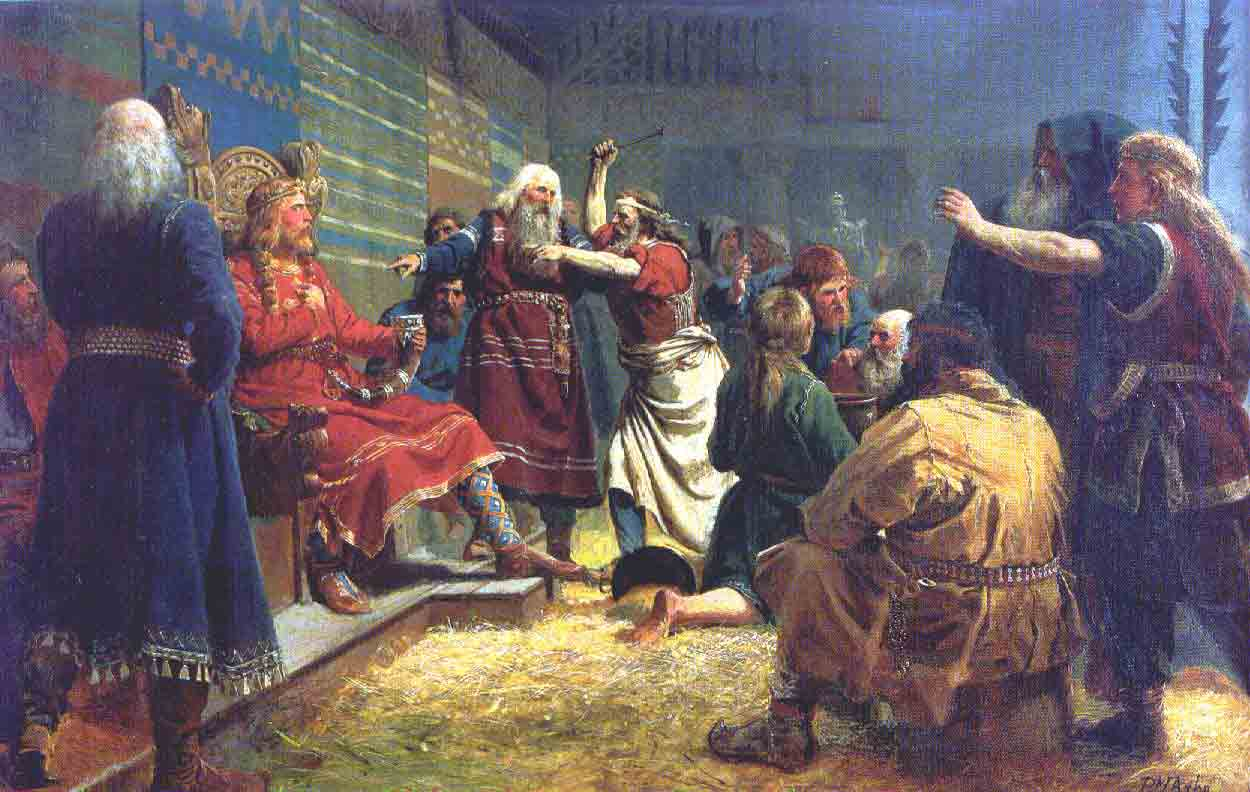
Хакон Добрый, 1860
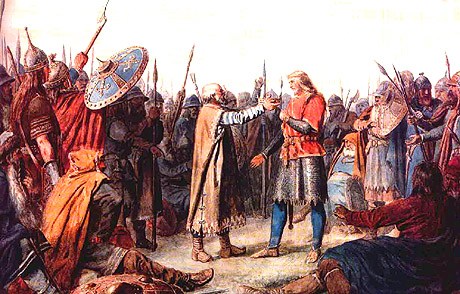
Избрание королём Олафа Трюггвасона, 1860
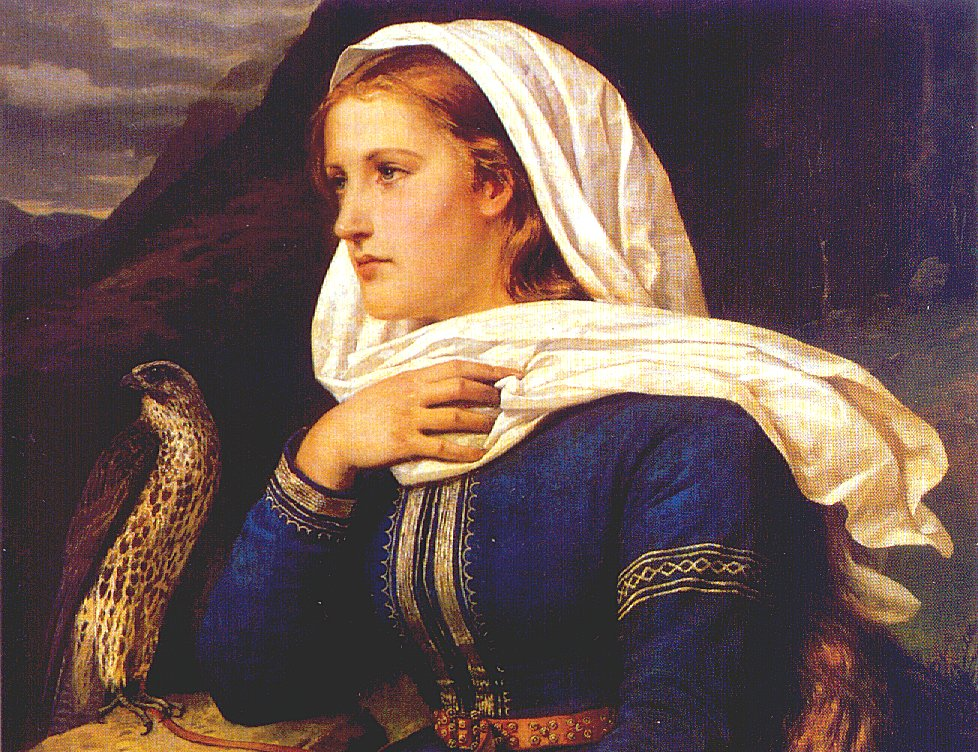
Ingeborg, Frithjofs elskede, 1868
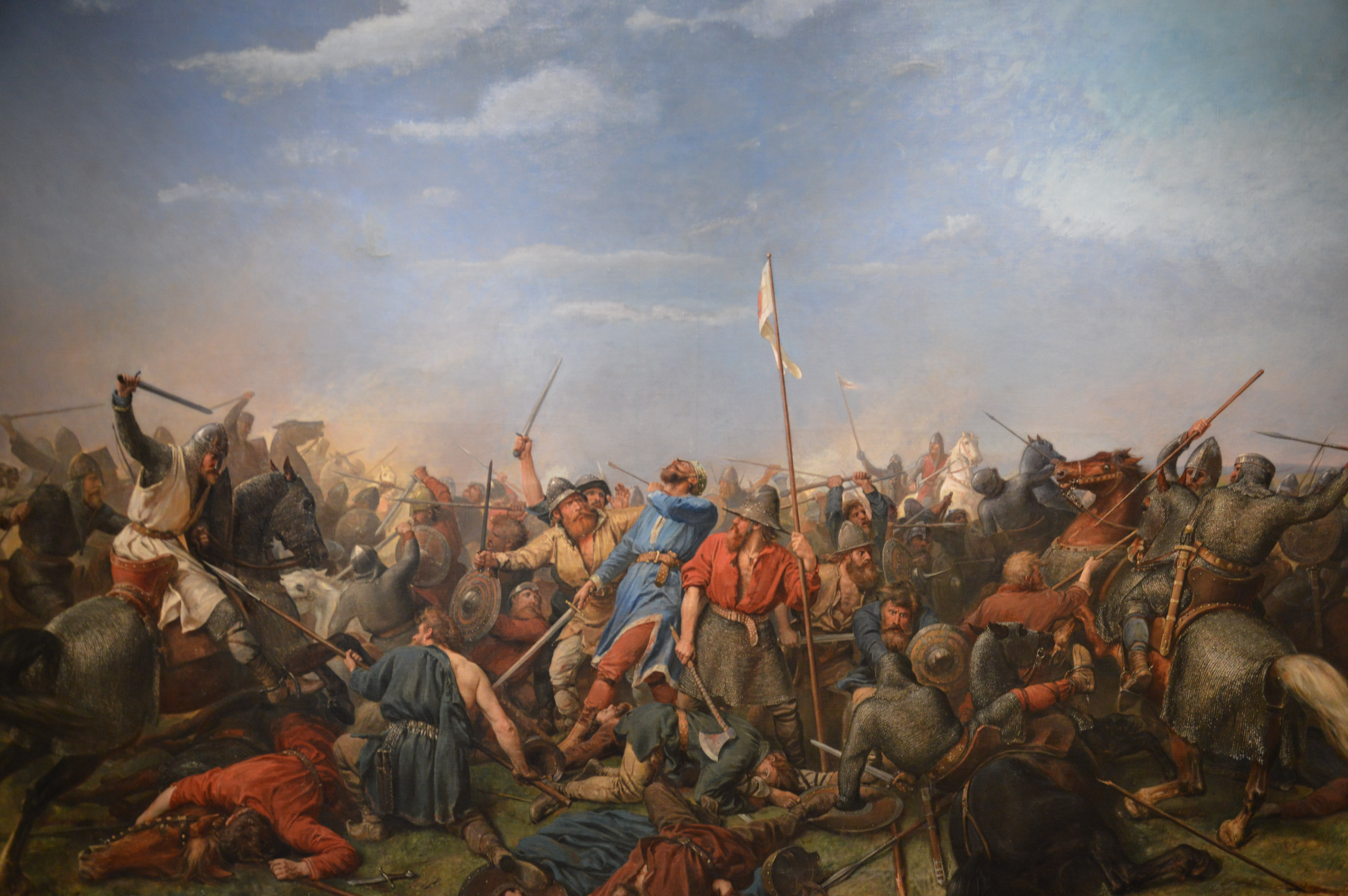
Битва при Стамфорд-Бридже, 1870
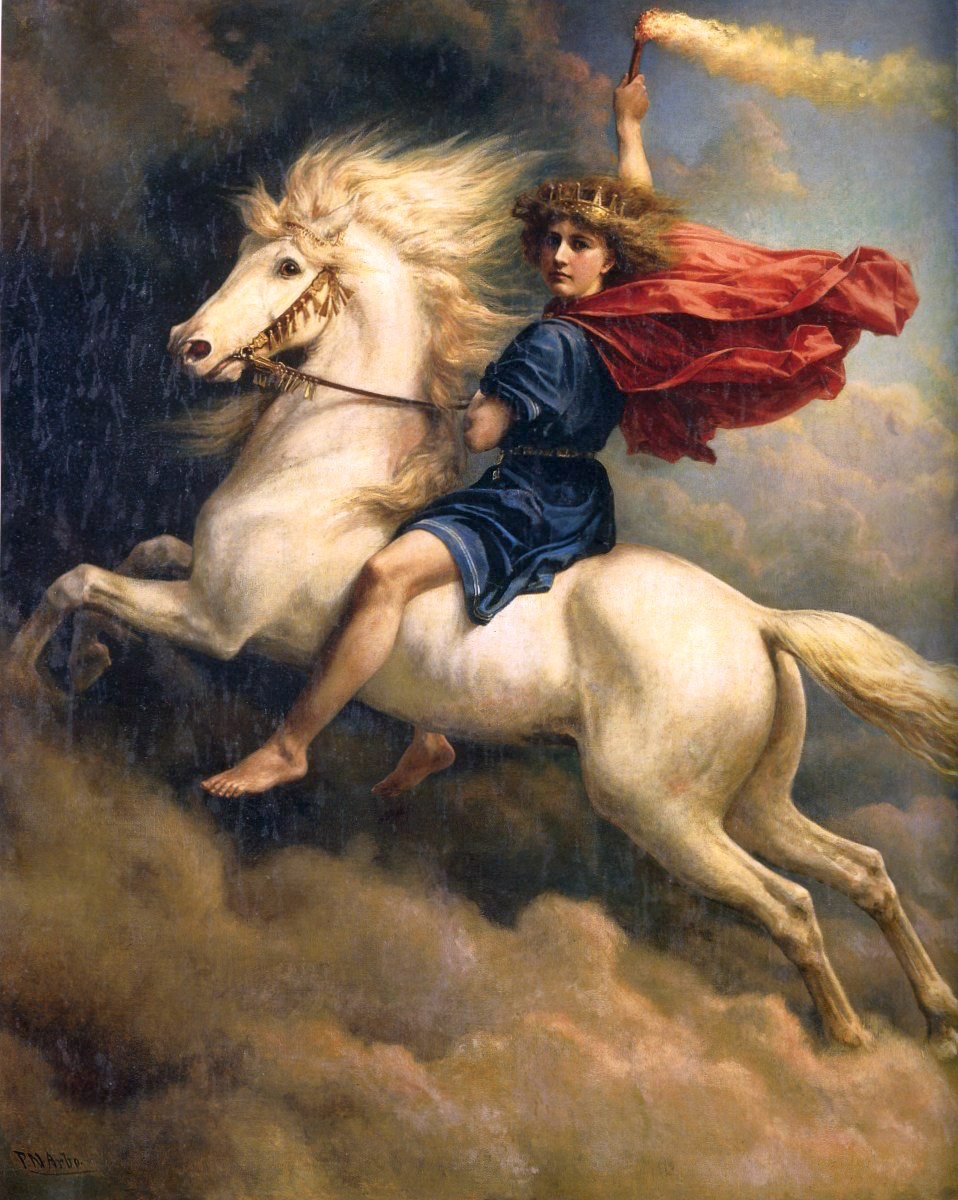
Дагр, 1874
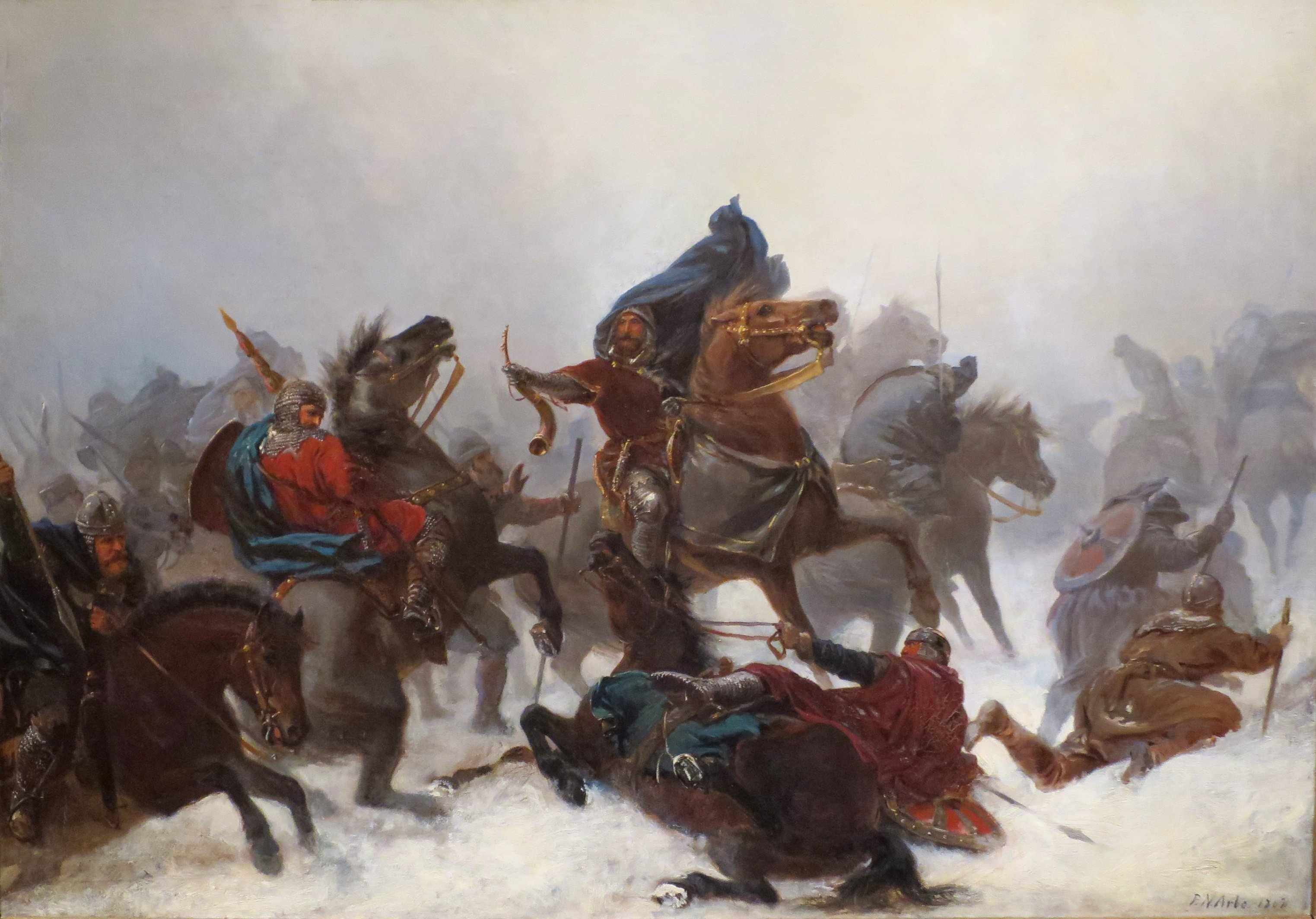
Переход короля Сверрира через горы в Воссе, 1861